# Urodasys calicostylis
Urodasys calicostylis is een buikharige uit de familie Macrodasyidae. Het dier komt uit het geslacht Urodasys. Urodasys calicostylis werd in 1974 voor het eerst wetenschappelijk beschreven door Schoepfer-Sterrer. 